# Maestà apostolica

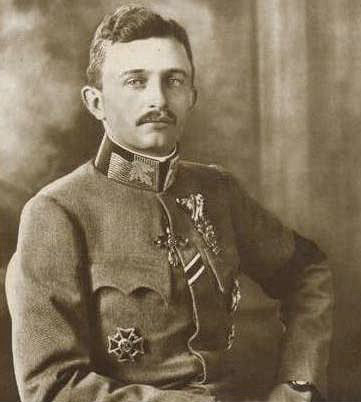
Sua Maestà Apostolica Carlo IV, Re d'Ungheria.

L'appellativo di Sua Maestà Apostolica (abbreviazione: S.M.A.) era il trattamento riservato ai sovrani d'Ungheria in quanto continuatori dell'opera degli apostoli nei confronti della cristianità.

## Prima creazione
Il primo a godere di questo titolo fu Stefano I d'Ungheria, primo sovrano cristiano d'Ungheria, il quale lo ricevette attorno all'anno 1000 da papa Silvestro II. In questo modo, il primo re d'Ungheria veniva ricompensato per la sua strenua attività di diffusore e difensore del Cristianesimo. Secondo la tradizione, Stefano fu anche nominato legato pontificio.
Arduino (1097-1103), vescovo di Raab, biografo di S. Stefano, afferma che il papa lo considerò come un vero apostolo impegnato nella conversione dei popoli ungheresi al cristianesimo. Con una bolla papale datata 27 marzo 1000, il papa conferiva a Stefano I il titolo di re degli Ungheresi e la possibilità di amministrare autonomamente le diocesi del regno.

## Seconda creazione
Il titolo fu rinnovato nel 1758 da papa Clemente XIII per l'imperatrice austriaca Maria Teresa d'Austria e per i suoi discendenti, gli Asburgo-Lorena.
Quando il papa Leone X conferì al re d'Inghilterra Enrico VIII il titolo di defensor fidei ("difensore della fede")  nel 1521, un gruppo di nobili ungheresi, guidati da Stephen Werboczi, noto giurista e palatino d'Ungheria, aprì trattative con la Santa Sede per ottenere la conferma del titolo di maestà apostolica, che era stato conferito a Luigi II d'Ungheria e Boemia.
Nel 1627 anche l'imperatore Ferdinando III tentò di ottenere il titolo, ma vi rinunciò vista l'opposizione del primate d'Ungheria Péter Pázmány e della Santa Sede. In seguito, quando l'Imperatore Leopoldo I (1657-1705) stabilì la suprema autorità imperiale al di sopra della giurisdizione e dell'amministrazione ecclesiastica, il titolo "Maestà Apostolica" entrò in uso.
L'imperatrice Maria Teresa utilizzò l'appellativo di "Regina Apostolica" in una lettera per il Collegio dei Cardinali dopo la morte di Papa Benedetto XIV, nella speranza che il nuovo pontefice approvasse del titolo. Papa Clemente XIII acconsentì, garantendo tale titolo ai sovrani d'Ungheria in un motu proprio, il breve pontificio "Carissima in Christo filia" nel 1758. 
L'Imperatore Francesco Giuseppe I dopo il compromesso del 1867 assunse ufficialmente il titolo di "Re Apostolico d'Ungheria" preceduto da "Imperatore d'Austria".
Il titolo è in disuso dall'abolizione della monarchia nel 1918.

## Titoli simili
Nel corso della storia sovrani di altri paesi hanno ricevuto titoli simili dal papa:
- Venezia: Serenissima Repubblica
- Francia: Maestà Cristianissima (dal 1380)
- Spagna: Maestà Cattolica
- Inghilterra: Defensor Fidei (dal 1521 al 1530, poi dal 1543 dal Parlamento inglese)
- Portogallo: Maestà Fedelissima